# Skjoldbjerg Sogn
Skjoldbjerg Sogn (bis 1. Oktober 2010: Skjoldbjerg Kirkedistrikt  (deutsch: Kirchenbezirk Skjoldbjerg) im Vorbasse Sogn) ist eine Kirchspielsgemeinde (dän.: Sogn)  im südlichen Dänemark. Bis zum 1. Oktober 2010 war sie lediglich ein Kirchenbezirk im Vorbasse Sogn. Als zu diesem Termin sämtliche Kirchenbezirke Dänemarks aufgelöst wurden, wurde sie ein selbständiges Sogn.
Im Kirchspiel leben 340 Einwohner (Stand: 1. Januar 2023). Im Kirchspiel liegt die Kirche „Skjoldbjerg Kirke“.

## Geschichte
Bis 1970 gehörte Vorbasse Sogn zur Harde Slavs Herred im damaligen Ribe Amt, danach zur Billund Kommune im
erweiterten Ribe Amt, die im Zuge der  Kommunalreform zum 1. Januar 2007 in der „neuen“ Billund Kommune in der Region Syddanmark aufgegangen ist.